# Johann Blank
Johann Blank, född 17 april 1904 i Nürnberg, död 15 mars 1983 i Ansbach, var en tysk vattenpolospelare.
Blank blev olympisk guldmedaljör i vattenpolo vid sommarspelen 1928 i Amsterdam.